# Coupe du monde de pentathlon moderne 2018
Navigation
2017 2019
La coupe du monde de pentathlon moderne 2018 se déroule entre le 27 février 2018 au Caire (Égypte) et le 24 juin 2018 à Astana (Kazakhstan). La compétition est organisée par l'Union internationale de pentathlon moderne. La coupe du monde se déroule en quatre manches disputées dans quatre villes différentes ainsi que d'une finale.

## Résultats

### Hommes
| Dates                         | Lieu        | Vainqueur               | Vainqueur               | Vainqueur               | Vainqueur               | Vainqueur | Deuxième        | Deuxième        | Deuxième        | Deuxième        | Deuxième  | Troisième               | Troisième               | Troisième               | Troisième               | Troisième |
| Du 27 février au 4 mars       | Le Caire    | Christopher Patte       | Christopher Patte       | Christopher Patte       | Christopher Patte       | 1 446 pts | Valentin Belaud | Valentin Belaud | Valentin Belaud | Valentin Belaud | 1 437 pts | Pavel Ilyashenko        | Pavel Ilyashenko        | Pavel Ilyashenko        | Pavel Ilyashenko        | 1 428 pts |
| Du 27 février au 4 mars       | Le Caire    | 228                     | 292                     | 299                     | 627                     | 1 446 pts | 221             | 292             | 284             | 640             | 1 437 pts | 240                     | 289                     | 293                     | 606                     | 1 428 pts |
| Du 24 mars au 31 mars         | Los Angeles | Lee Ji-hun              | Lee Ji-hun              | Lee Ji-hun              | Lee Ji-hun              | 1 468 pts | Bence Demeter   | Bence Demeter   | Bence Demeter   | Bence Demeter   | 1 446 pts | Balász Szép             | Balász Szép             | Balász Szép             | Balász Szép             | 1 445 pts |
| Du 24 mars au 31 mars         | Los Angeles | 250                     | 304                     | 300                     | 614                     | 1 468 pts | 240             | 300             | 299             | 607             | 1 446 pts | 220                     | 299                     | 300                     | 626                     | 1 445 pts |
| Du 3 mai au 7 mai             | Budapest    | Jun Woong-tae           | Jun Woong-tae           | Jun Woong-tae           | Jun Woong-tae           | 1 437 pts | Ilya Palazkov   | Ilya Palazkov   | Ilya Palazkov   | Ilya Palazkov   | 1 426 pts | Bence Demeter           | Bence Demeter           | Bence Demeter           | Bence Demeter           | 1 423 pts |
| Du 3 mai au 7 mai             | Budapest    | 238                     | 307                     | 293                     | 599                     | 1 437 pts | 227             | 302             | 286             | 611             | 1 426 pts | 220                     | 296                     | 300                     | 607                     | 1 423 pts |
| Du 23 mai au 27 mai           | Sofia       | Arthur Lanigan O'Keeffe | Arthur Lanigan O'Keeffe | Arthur Lanigan O'Keeffe | Arthur Lanigan O'Keeffe | 1 468 pts | Jun Woong-tae   | Jun Woong-tae   | Jun Woong-tae   | Jun Woong-tae   | 1 454 pts | Pierre Dejardin         | Pierre Dejardin         | Pierre Dejardin         | Pierre Dejardin         | 1 449 pts |
| Du 23 mai au 27 mai           | Sofia       | 240                     | 307                     | 297                     | 624                     | 1 468 pts | 220             | 307             | 298             | 629             | 1 454 pts | 214                     | 286                     | 295                     | 654                     | 1 449 pts |
| Finales Du 21 juin au 24 juin | Astana      | Jung Jin-hwa            | Jung Jin-hwa            | Jung Jin-hwa            | Jung Jin-hwa            | 1 431 pts | Jun Woong-tae   | Jun Woong-tae   | Jun Woong-tae   | Jun Woong-tae   | 1 426 pts | Arthur Lanigan O'Keeffe | Arthur Lanigan O'Keeffe | Arthur Lanigan O'Keeffe | Arthur Lanigan O'Keeffe | 1 425 pts |
| Finales Du 21 juin au 24 juin | Astana      | 258                     | 305                     | 300                     | 568                     | 1 431 pts | 215             | 306             | 293             | 612             | 1 426 pts | 227                     | 307                     | 300                     | 591                     | 1 425 pts |

### Femmes
| Dates                         | Lieu        | Vainqueur           | Vainqueur           | Vainqueur           | Vainqueur           | Vainqueur | Deuxième              | Deuxième              | Deuxième              | Deuxième              | Deuxième  | Troisième             | Troisième             | Troisième             | Troisième             | Troisième |
| Du 27 février au 4 mars       | Le Caire    | Élodie Clouvel      | Élodie Clouvel      | Élodie Clouvel      | Élodie Clouvel      | 1 339 pts | Tamara Alekszejev     | Tamara Alekszejev     | Tamara Alekszejev     | Tamara Alekszejev     | 1 327 pts | İlke Özyüksel         | İlke Özyüksel         | İlke Özyüksel         | İlke Özyüksel         | 1 325 pts |
| Du 27 février au 4 mars       | Le Caire    | 234                 | 289                 | 293                 | 523                 | 1 339 pts | 250                   | 270                   | 293                   | 514                   | 1 327 pts | 185                   | 273                   | 300                   | 567                   | 1 325 pts |
| Du 24 mars au 31 mars         | Los Angeles | Gulnaz Gubaydullina | Gulnaz Gubaydullina | Gulnaz Gubaydullina | Gulnaz Gubaydullina | 1 359 pts | Alice Sotero          | Alice Sotero          | Alice Sotero          | Alice Sotero          | 1 352 pts | Tamara Alekszejev     | Tamara Alekszejev     | Tamara Alekszejev     | Tamara Alekszejev     | 1 341 pts |
| Du 24 mars au 31 mars         | Los Angeles | 226                 | 294                 | 292                 | 547                 | 1 359 pts | 227                   | 287                   | 291                   | 547                   | 1 352 pts | 250                   | 272                   | 299                   | 520                   | 1 341 pts |
| Du 3 mai au 7 mai             | Budapest    | Chloe Esposito      | Chloe Esposito      | Chloe Esposito      | Chloe Esposito      | 1 339 pts | Anastasiya Prokopenko | Anastasiya Prokopenko | Anastasiya Prokopenko | Anastasiya Prokopenko | 1 335 pts | Kim Sun-woo           | Kim Sun-woo           | Kim Sun-woo           | Kim Sun-woo           | 1 335 pts |
| Du 3 mai au 7 mai             | Budapest    | 210                 | 287                 | 293                 | 549                 | 1 339 pts | 220                   | 259                   | 300                   | 556                   | 1 335 pts | 258                   | 275                   | 296                   | 506                   | 1 335 pts |
| Du 23 mai au 27 mai           | Sofia       | Kate French         | Kate French         | Kate French         | Kate French         | 1 379 pts | Natalya Coyle         | Natalya Coyle         | Natalya Coyle         | Natalya Coyle         | 1 366 pts | Ulyana Batashova      | Ulyana Batashova      | Ulyana Batashova      | Ulyana Batashova      | 1 362 pts |
| Du 23 mai au 27 mai           | Sofia       | 258                 | 266                 | 294                 | 561                 | 1 379 pts | 262                   | 273                   | 293                   | 538                   | 1 366 pts | 220                   | 278                   | 295                   | 569                   | 1 362 pts |
| Finales Du 21 juin au 24 juin | Astana      | Chloe Esposito      | Chloe Esposito      | Chloe Esposito      | Chloe Esposito      | 1 337 pts | Sarolta Kovács        | Sarolta Kovács        | Sarolta Kovács        | Sarolta Kovács        | 1 324 pts | Gintarė Venčkauskaitė | Gintarė Venčkauskaitė | Gintarė Venčkauskaitė | Gintarė Venčkauskaitė | 1 317 pts |
| Finales Du 21 juin au 24 juin | Astana      | 226                 | 287                 | 300                 | 524                 | 1 337 pts | 244                   | 289                   | 293                   | 498                   | 1 324 pts | 185                   | 266                   | 300                   | 566                   | 1 317 pts |

### Mixte
| Dates                         | Lieu        | Vainqueur                                      | Vainqueur                                      | Vainqueur                                      | Vainqueur                                      | Vainqueur | Deuxième                                      | Deuxième                                      | Deuxième                                      | Deuxième                                      | Deuxième  | Troisième                                          | Troisième                                          | Troisième                                          | Troisième                                          | Troisième |
| Du 27 février au 4 mars       | Le Caire    | Italie- Gloria Tocchi - Gianluca Micozzi       | Italie- Gloria Tocchi - Gianluca Micozzi       | Italie- Gloria Tocchi - Gianluca Micozzi       | Italie- Gloria Tocchi - Gianluca Micozzi       | 1 425 pts | France- Élodie Clouvel - Valentin Belaud      | France- Élodie Clouvel - Valentin Belaud      | France- Élodie Clouvel - Valentin Belaud      | France- Élodie Clouvel - Valentin Belaud      | 1 407 pts | Kazakhstan- Yelena Potapenko - Vladislav Sukharev  | Kazakhstan- Yelena Potapenko - Vladislav Sukharev  | Kazakhstan- Yelena Potapenko - Vladislav Sukharev  | Kazakhstan- Yelena Potapenko - Vladislav Sukharev  | 1 404 pts |
| Du 27 février au 4 mars       | Le Caire    | 238                                            | 299                                            | 298                                            | 590                                            | 1 425 pts | 221                                           | 315                                           | 256                                           | 615                                           | 1 407 pts | 214                                                | 314                                                | 289                                                | 587                                                | 1 404 pts |
| Du 24 mars au 31 mars         | Los Angeles | Italie- Alessandra Frezza - Riccardo De Luca   | Italie- Alessandra Frezza - Riccardo De Luca   | Italie- Alessandra Frezza - Riccardo De Luca   | Italie- Alessandra Frezza - Riccardo De Luca   | 1 433 pts | États-Unis- Isabella Isaksen - Amro El Geziry | États-Unis- Isabella Isaksen - Amro El Geziry | États-Unis- Isabella Isaksen - Amro El Geziry | États-Unis- Isabella Isaksen - Amro El Geziry | 1 417 pts | Mexique- Mariana Arceo - Manuel Padilla            | Mexique- Mariana Arceo - Manuel Padilla            | Mexique- Mariana Arceo - Manuel Padilla            | Mexique- Mariana Arceo - Manuel Padilla            | 1 393 pts |
| Du 24 mars au 31 mars         | Los Angeles | 252                                            | 301                                            | 293                                            | 587                                            | 1 433 pts | 221                                           | 312                                           | 293                                           | 591                                           | 1 417 pts | 203                                                | 302                                                | 293                                                | 595                                                | 1 393 pts |
| Du 3 mai au 7 mai             | Budapest    | Hongrie- Sarolta Kovács - Bence Demeter        | Hongrie- Sarolta Kovács - Bence Demeter        | Hongrie- Sarolta Kovács - Bence Demeter        | Hongrie- Sarolta Kovács - Bence Demeter        | 1 410 pts | Irlande- Kate Coleman Lenehan - Mike Healy    | Irlande- Kate Coleman Lenehan - Mike Healy    | Irlande- Kate Coleman Lenehan - Mike Healy    | Irlande- Kate Coleman Lenehan - Mike Healy    | 1 395 pts | Chine- Zhong Xiuting - Zhang Linbin                | Chine- Zhong Xiuting - Zhang Linbin                | Chine- Zhong Xiuting - Zhang Linbin                | Chine- Zhong Xiuting - Zhang Linbin                | 1 384 pts |
| Du 3 mai au 7 mai             | Budapest    | 266                                            | 315                                            | 277                                            | 552                                            | 1 410 pts | 216                                           | 311                                           | 295                                           | 573                                           | 1 395 pts | 224                                                | 304                                                | 268                                                | 588                                                | 1 384 pts |
| Du 23 mai au 27 mai           | Sofia       | République tchèque- Eliska Pribylova - Jan Kuf | République tchèque- Eliska Pribylova - Jan Kuf | République tchèque- Eliska Pribylova - Jan Kuf | République tchèque- Eliska Pribylova - Jan Kuf | 1 448 pts | Égypte- Salma Abdelmaksoud - Ahmed Elgendy    | Égypte- Salma Abdelmaksoud - Ahmed Elgendy    | Égypte- Salma Abdelmaksoud - Ahmed Elgendy    | Égypte- Salma Abdelmaksoud - Ahmed Elgendy    | 1 436 pts | Biélorussie- Iryna Prasiantsova - Yaraslau Radziuk | Biélorussie- Iryna Prasiantsova - Yaraslau Radziuk | Biélorussie- Iryna Prasiantsova - Yaraslau Radziuk | Biélorussie- Iryna Prasiantsova - Yaraslau Radziuk | 1 436 pts |
| Du 23 mai au 27 mai           | Sofia       | 232                                            | 305                                            | 284                                            | 627                                            | 1 448 pts | 210                                           | 313                                           | 275                                           | 638                                           | 1 436 pts | 218                                                | 305                                                | 279                                                | 634                                                | 1 436 pts |
| Finales Du 21 juin au 24 juin | Astana      | Italie- Alice Sotero - Riccardo De Luca        | Italie- Alice Sotero - Riccardo De Luca        | Italie- Alice Sotero - Riccardo De Luca        | Italie- Alice Sotero - Riccardo De Luca        | 1 386 pts | Corée du Sud- Kim Sun-woo - Lee Ji-hun        | Corée du Sud- Kim Sun-woo - Lee Ji-hun        | Corée du Sud- Kim Sun-woo - Lee Ji-hun        | Corée du Sud- Kim Sun-woo - Lee Ji-hun        | 1 382 pts | Ukraine- Valeriya Permykina - Pavlo Tymoshchenko   | Ukraine- Valeriya Permykina - Pavlo Tymoshchenko   | Ukraine- Valeriya Permykina - Pavlo Tymoshchenko   | Ukraine- Valeriya Permykina - Pavlo Tymoshchenko   | 1 378 pts |
| Finales Du 21 juin au 24 juin | Astana      | 211                                            | 307                                            | 300                                            | 568                                            | 1 386 pts | 237                                           | 309                                           | 286                                           | 550                                           | 1 382 pts | 222                                                | 302                                                | 293                                                | 561                                                | 1 378 pts |